# Hans Aslak Guttorm
Hans Aslak Guttorm, född 15 december 1907, död 24 mars 1992 i Utsjoki (nordsamiska Ohcejohka) i Finland, var en samiskspråkig författare.
Hans Aslak Guttorm utbildade sig till lärare på lärarseminariet i Jyväskylä, där han tog examen 1935. Han var lärare i Enare och Utsjoki till 1969. Han var också i många år redaktör för månadstidskriften Sápmelaš. År 1985 nominerades hans bok Golgadeamen ("Flodfiske") till Nordiska rådets litteraturpris.